# Knockmany
Knockmany (irisch Cnoc Máine, älter Cnoc mBaine, „Hügel der Königin Baine“) ist ein Townland in der Civil parish Clogher im County Tyrone in Nordirland.

## Beschreibung
Das Passage Tomb von Knockmany (auch Annia’s Cove genannt) liegt über dem Tal des Blackwater, etwa 2,8 km nördlich von Augher im Knockmany Forest Park.
Ein erster Plan der Anlage wurde durch den Geistlichen G. Sidney Smith 1844 publiziert, 1876 gefolgt von einer Zeichnung von William Frederick Wakeman (1822–1900)..
Die Ausgrabung von Alfred Eperson Preston Collins (1888–1966) ergab 1951, dass ursprünglich ein mit einer Erdschicht zugedeckter Grabhügel aus Schotter von 25 m Durchmesser die Anlage bedeckte. Der für die Anlagenart typische Gang war ebenso nicht mehr vorhanden wie die Masse der Artefakte. Die Höhe der vorhandenen Tragsteine aus Sandstein in der keilförmigen Kammer liegt zwischen einem und zwei Metern. Der Hügel wurde im Jahre 1959 restauriert, überdeckt und verschlossen, um die Steine der neben Sess Kilgreen einzigen dekorierten Megalithanlage im County Tyrone vor Verwitterung und Vandalismus zu schützen. Im Vorfeld führte A. E. P. Collins 1958 eine kleine Ausgrabung durch. Dabei fand er Standspuren von den Orthostaten des Ganges und kalzinierte Knochen.
Mehrere Orthostaten der Kammer tragen eingepickte Muster von 129 Kreisen, Spiralen, Zickzacks sowie Cup-and-Ring-Markierungen. Sie gehören zum stilistischen Umfeld der Boyne-Gräber. Knockmany ist eines der besten Beispiele für neolithische Kunst in Ulster. Aufgrund von Parallelen mit anderen datierten Anlagen wird Knockmany zwischen 3000 und 2500 v. Chr. datiert. Die mit Beton-Glas überwölbte Anlage ist für die Öffentlichkeit nur nach Anmeldung zugänglich, kann aber durch das Tor der Kammer angesehen werden.
Der Irische Geistliche O’Connor wollte das Monument mit Cnoc-Baine, der Begräbnisstätte von  Baine, Tochter der Scal, der Mutter von König Feidhlimidh Reachtmhar identifizieren, die aus den Annalen der vier Meister und dem Leabhar Gabhála bekannt ist.
NIEA SMR Nummer: TYR 059:001